# Louise Dandurand
Pour les articles homonymes, voir Dandurand.
Louise Dandurand, née en 1950 et morte en 2016,, est politologue et administratrice à la recherche universitaire au Canada. Titulaire d’un doctorat en science politique de l’Université de Toronto, elle a occupé successivement les postes de directrice de la politique et de la planification au Conseil de recherches en sciences naturelles et en génie du Canada (CRSNG), directrice générale du Conseil de recherches en sciences humaines du Canada (CRSH), vice-rectrice à la recherche et à la planification à l’Université du Québec à Montréal (UQAM), présidente-directrice générale du Fonds québécois de la recherche sur la société et la culture (FQRSC), et vice-rectrice à la recherche et aux études supérieures de l‘Université Concordia,. Elle est présidente de l’Acfas entre 2012 et 2015. Elle est promue officière de l'Ordre national du Québec en 2016.

## Biographie
Louise Dandurand est détentrice d'une maîtrise en histoire des sciences de l'Université de Montréal en 1973 et d'un doctorat en science politique de l'Université de Toronto en 1982. Au début de sa carrière, elle enseigne pendant cinq ans au département de science politique de l'Université d'Ottawa. Elle consacre enfin plus de 35 ans de sa carrière à l'administration de la recherche universitaire, carrière reconnue lors de sa nomination à l'Ordre national du Québec en 2016, où sa contribution au développement de la recherche est soulignée.

## Réalisations

### Présidence de l'Acfas (2012-2015)
Louise Dandurand s'exprime régulièrement dans la presse canadienne en tant que présidente de l'Acfas concernant les politiques provinciales et fédérales en recherche, pour la défense de la recherche scientifique et du financement de la recherche,. En 2015, elle défend le droit de paroles des chercheurs au fédéral ainsi que la pratique de la recherche en français.

### Rapport Dandurand-Tremblay sur la décentralisation de l'UQAM (2016)
Louise Dandurand est la co-auteure avec Hélène P. Tremblay d'un rapport sur la décentralisation organisationnelle et budgétaire de l'Université du Québec à Montréal,.

## Distinctions
Louise Dandurand reçoit le Prix de l'Association des administratrices et administrateurs de recherche universitaire du Québec en 2011 et elle est promue officière de l'Ordre national du Québec en 2016. En 2011, l'Université Concordia crée une bourse d'excellence d'une valeur de 15 000 $CAN en son nom pour souligner son apport en tant que vice-rectrice à la recherche et aux études supérieures.